# Уряд Сполучених Штатів Америки
Уряд Сполучених Штатів Америки (англ. Cabinet of the United States) — вищий орган виконавчої влади Сполучених Штатів Америки.

## Голова уряду
| Печатка | Посада                         | Особа                             | Фото | Початок терміну | Партія | Партія         | Вебсайт |
| ------- | ------------------------------ | --------------------------------- | ---- | --------------- | ------ | -------------- | ------- |
|         | Президент (President)          | Дональд Трамп (Donald John Trump) |      | 20 січня 2025   |        | Республіканець |         |
|         | Віцепрезидент (Vice President) | Джей Ді Венс (JD Vance)           |      | 20 січня 2025   |        | Республіканець |         |

## Кабінет міністрів
Склад чинного уряду подано станом на серпень 2025 року:

### Члени уряду
| Печатка | Департамент                                                                                          | Секретар                                                | Фото | На посаді з     | Партія | Партія         | Вебсайт                                        |
| ------- | --- | ------------------------------------------------------- | ---- | --------------- | ------ | -------------- | ---------------------------------------------- |
|         | Державний департамент (Department of State)                                                          | Марко Рубіо (Marco Rubio)                               |      | 21 січня 2025   |        | Республіканець | [Архівовано 11 грудня 2015 у Wayback Machine.] |
|         | Міністерство фінансів (Department of the Treasury)                                                   | Скотт Бессент (Scott Bessent)                           |      | 28 січня 2025   |        | Республіканець | [Архівовано 2 грудня 2010 у Wayback Machine.]  |
|         | Міністерство оборони (Department of Defense)                                                         | Піт Гегсет (Pete Hegseth)                               |      | 25 січня 2025   |        | Республіканець | [Архівовано 23 лютого 2011 у Wayback Machine.] |
|         | Міністерство юстиції (Department of Justice)                                                         | Пем Бонді (Pam Bondi)                                   |      | 5 лютого 2025   |        | Республіканка  | [Архівовано 23 лютого 2011 у Wayback Machine.] |
|         | Міністерство внутрішніх справ (Department of the Interior)                                           | Даг Бергам (Doug Burgum)                                |      | 1 лютого 2025   |        | Республіканець | [Архівовано 30 квітня 2021 у Wayback Machine.] |
|         | Міністерство сільського господарства (Department of Agriculture)                                     | Брук Роллінз (Brooke Rollins)                           |      | 13 лютого 2025  |        | Республіканка  | [Архівовано 15 липня 2007 у Wayback Machine.]  |
|         | Міністерство торгівлі (Department of Commerce)                                                       | Говард Лутнік (Howard Lutnick)                          |      | 21 лютого 2025  |        | Республіканець | [Архівовано 6 травня 2021 у Wayback Machine.]  |
|         | Міністерство праці (Department of Labor)                                                             | Лорі Чавес-Деремер (Lori Chavez-DeRemer)                |      | 11 березня 2025 |        | Республіканка  | [Архівовано 23 лютого 2011 у Wayback Machine.] |
|         | Міністерство охорони здоров'я і соціальних служб (Department of Health and Human Services)           | Роберт Френсіс Кеннеді-молодший (Robert F. Kennedy Jr.) |      | 13 лютого 2025  |        | Республіканець | [Архівовано 23 лютого 2011 у Wayback Machine.] |
|         | Міністерство житлового будівництва і міського розвитку (Department of Housing and Urban Development) | Скотт Тернерр (Scott Turner)                            |      | 5 лютого 2025   |        | Республіканець | [Архівовано 3 серпня 2009 у Wayback Machine.]  |
|         | Міністерство транспорту (Department of Transportation)                                               | Шон Даффі (Sean Duffy)                                  |      | 28 січня 2025   |        | Республіканець | [Архівовано 8 липня 2015 у Wayback Machine.]   |
|         | Міністерство енергетики (Department of Energy)                                                       | Кріс Райтд (Chris Wright)                               |      | 4 лютого 2025   |        | Республіканець | [Архівовано 21 лютого 2009 у Wayback Machine.] |
|         | Міністерство освіти (Department of Education)                                                        | Лінда Мак-Мен (Linda McMahon)                           |      | 3 березня 2025  |        | Республіканка  | [Архівовано 14 січня 2018 у Wayback Machine.]  |
|         | Міністерство у справах ветеранів (Department of Veterans Affairs)                                    | Даг Коллінз (Даг Коллінз)                               |      | 5 лютого 2025   |        | Республіканець | [Архівовано 1 квітня 2013 у Wayback Machine.]  |
|         | Міністерство національної безпеки (Department of Homeland Security)                                  | Крісті Ноем (Kristi Noem)                               |      | 25 січня 2025   |        | Республіканка  | [Архівовано 22 травня 2010 у Wayback Machine.] |

### Інші члени кабінету
| Печатка | Департамент                                                            | Особа                           | Фото | Початок терміну | Партія | Партія         | Вебсайт                                         |
| ------- | ---------------------------------------------------------------------- | ------------------------------- | ---- | --------------- | ------ | -------------- | ----------------------------------------------- |
|         | Агенція із захисту довкілля (Environmental Protection Agency)          | Лі Зельдін (Lee M. Zeldin)      |      | 29 січня 2025   |        | Республіканець | [Архівовано 27 березня 2020 у Wayback Machine.] |
|         | Офіс менеджменту та бюджету США (Office of Management and Budget)      | Рассел Воут (Russell Vought)    |      | 7 лютого 2025   |        | Республіканець | [Архівовано 25 березня 2022 у Wayback Machine.] |
|         | Розвідувальне співтовариство США (Intelligence Community)              | Тулсі Габбард (Tulsi Gabbard)   |      | 12 лютого 2025  |        | Республіканка  | [Архівовано 23 лютого 2021 у Wayback Machine.]  |
|         | Центральне розвідувальне управління (Central Intelligence Agency)      | Джон Реткліфф (John Ratcliffe)  |      | 23 січня 2025   |        | Республіканець |                                                 |
|         | Офіс торгового представника США (Trade Representative)                 | Джеймісон Грір (Jamieson Greer) |      | 27 лютого 2025  |        | Республіканець | [Архівовано 8 квітня 2021 у Wayback Machine.]   |
|         | Управління у справах малого бізнесу (Small Business Administration)    | Келлі Леффлер (Kelly Loeffler)  |      | 20 лютого 2025  |        | Республіканка  | [Архівовано 19 січня 2021 у Wayback Machine.]   |
|         | Апарат Білого дому (White House Chief of Staff)                        | Сьюзі Вайлз (Susie Wiles)       |      | 20 січня 2025   |        | Республіканка  | [Архівовано 10 квітня 2011 у Wayback Machine.]  |
|         | Представництво США в ООН (United States Mission to the United Nations) | Дороті Ші (Dorothy Shea)        |      | 20 січня 2025   |        | —              | [Архівовано 4 квітня 2021 у Wayback Machine.]   |